# 阿列克谢·斯捷茨基
阿列克谢·伊万诺维奇·斯捷茨基（俄语：Алексе́й Ива́нович Сте́цкий，1896年1月15日（3日）—1938年8月1日）是全联盟共产党（布尔什维克）中央组织局委员、苏联共产党中央监察委员会委员，苏共中央理论和政治机关刊物《共产党人》总主编，1938年被捕遭到枪杀。1956年平反。